# موزه هنر آمریکایی هانتر
موزه هنر آمریکایی هانتر یک موزه هنری در چاتانوگا، تنسی است. مجموعه‌های موزه شامل آثاری از مکتب هادسن ریور، نقاشی ژانر قرن ۱۹، امپرسیونیسم آمریکایی، مدرسه اشکان، مدرنیسم اولیه، منطقه گرایی و هنر مدرن و معاصر پس از جنگ جهانی دوم است.

## تاریخچه

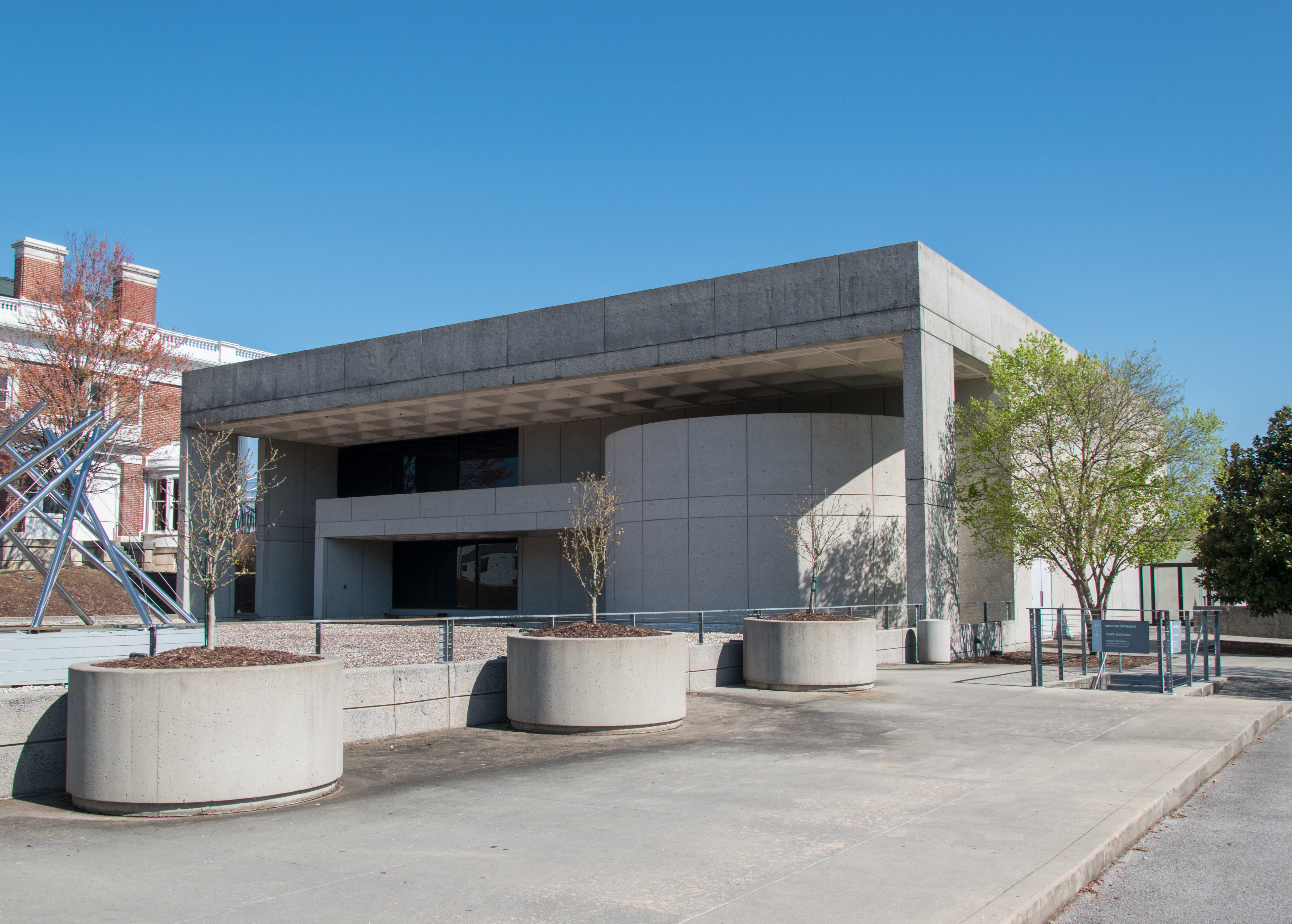
جناح بروتالیست ۱۹۷۵

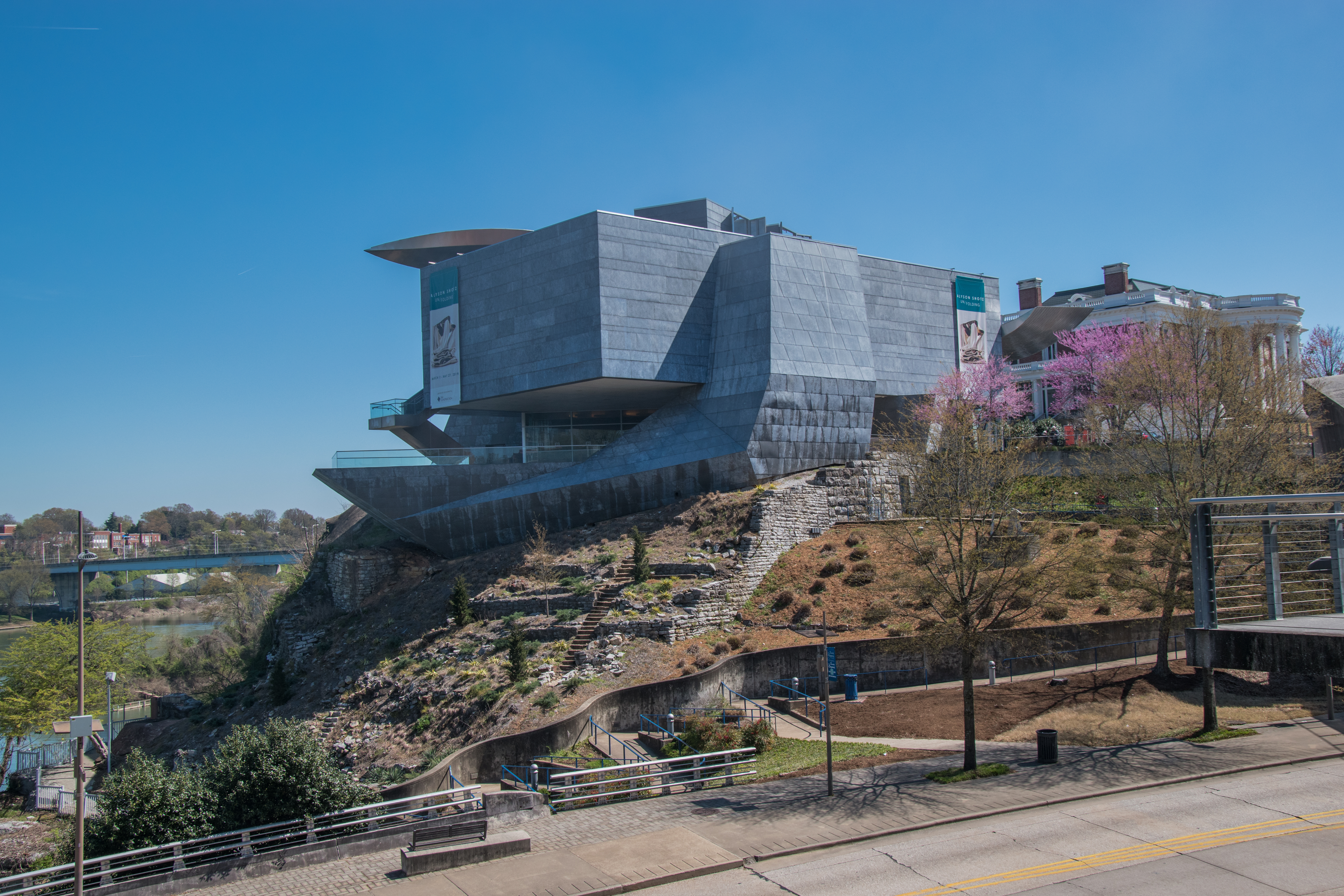
بال مدرن موزه شکارچی

موزه هانتر به افتخار جورج هانتر، که امپراتوری کوکاکولا را از عمویش بنجامین توماس به ارث برده بود، نامگذاری شده‌است. توماس یکی از کارآفرینانی بود که امپراتوری کوکاکولا چاتانوگا را ایجاد کرد. برادرزاده آنها، جورج هانتر، بعداً به توماس پیوست تا یک سازمان بشردوستانه به یاد هانتر به نام بنیاد بنوود ایجاد کند. مأموریت این بنیاد «ترویج فعالیت‌های مذهبی، خیریه، علمی، ادبی و آموزشی برای پیشرفت یا سعادت بشریت» بود. مرکز هدایای بنیاد بنوود به جامعه چاتانوگا، موزه هنر آمریکایی هانتر است که در ابتدا به عنوان خانه راس فاکسون شناخته می‌شد. این موزه همه روزه از ساعت ۱۰ صبح تا ۵ بعد از ظهر باز است.<